# Een eiland in zee
Een eiland in zee is een jeugdboek geschreven door de Zweedse kinderboekenschrijfster Annika Thor, uitgegeven in 1996 en in Nederlandse vertaling verschenen in 2000. Dit is het eerste kinderboek van de schrijfster en is gericht op de leeftijdscategorie van twaalf jaar en ouder. Dit boek werd in het buitenland enkele malen bekroond. Drie latere boeken (De lelievijver, De donkere diepte en Op open water) beschrijven de wederwaardigheden van een van die zusjes in een Zweden tijdens de Tweede Wereldoorlog.

## Het verhaal
Dit boek speelt zich af in Zweden anno 1939. Twee joodse zusjes, Nelli en Steffi worden door hun ouders uit schrik voor de nazi's vanuit Wenen naar een eiland gestuurd. Nelli verblijft bij tante Alma en vindt snel nieuwe vriendinnetjes. Haar zusje verblijft bij tante Märta die tamelijk streng optreedt en enkel Zweeds spreekt, daardoor kan ze niet zo goed aarden op het eiland. Daarna breekt de oorlog uit en weten de kinderen niet of ze hun ouders nog zullen terugzien.